# Матинюв
Матинюв (пол. Matyniów) — село в Польщі, у гміні Смикув Конецького повіту Свентокшиського воєводства.
Населення — 231 особа (2011).
У 1975-1998 роках село належало до Келецького воєводства.

## Демографія
Демографічна структура на день 31 березня 2011 року:
|          | Загалом | Допрацездатний вік | Працездатний вік | Постпрацездатний вік |
| -------- | ------- | ------------------ | ---------------- | -------------------- |
| Чоловіки | 114     | 32                 | 70               | 12                   |
| Жінки    | 117     | 21                 | 67               | 29                   |
| Разом    | 231     | 53                 | 137              | 41                   |